# A Lot to Lose
A Lot to Lose è un singolo del rapper statunitense 24kGoldn pubblicato il 14 giugno 2019.

## Video musicale
Il videoclip del brano è stato pubblicato sul canale ufficiale del rapper.

## Tracce
1. A Lot to Lose – 3:00